# Panteón de Dolores (estación)
Panteón de Dolores es una de las estaciones que forman parte del Cablebús de la Ciudad de México, perteneciente a la Línea 3. Se ubica al poniente de la Ciudad de México, en la alcaldía Miguel Hidalgo.

## Información general

### Nombre e Iconografía
El nombre proviene del Panteón Civil de Dolores cercana a la estación y ubicada entre la segunda y tercera sección del Bosque de Chapultepec, considerado como el panteón más grandes y uno de los más antiguos de la Ciudad de México. El icono es la representación de varias tumbas, en alusión a la Rotonda de las Personas Ilustres, ubicada dentro del mismo panteón en la tercera sección de Bosque de Chapultepec.

## Conectividad
Red de Transporte de Pasajeros de la Ciudad de México
- Módulo 1 Alcaldía Cuajimalpa:
  - Ruta 34-A (Balderas-Santa Fe).

## Sitios de interés
- Panteón Civil de Dolores
- Rotonda de las Personas Ilustres
- Bosque de Chapultepec